# Estator

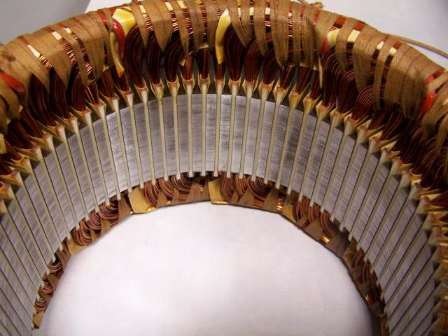
Estator de motor trifásico de corrente alternada.

Estator é a parte de um motor ou gerador elétrico que se mantém fixo à carcaça e tem por função conduzir o fluxo magnético, nos motores para rotacionar e nos geradores para transformar a energia cinética do induzido. Nas máquinas assíncronas e nas máquinas síncronas pequenas é nele que, assim como nas bobinas, é formado o campo magnético capaz de induzir no rotor uma corrente.
É formado basicamente por ferro tratado termicamente e dotado de ranhuras (também chamadas de canais) no seu interior onde são alojadas as bobinas, e na sua face externa observa-se que possui aletas para melhor dissipação do calor.